# 富樫実
富樫 実（とがし みのる、1931年（昭和6年）1月2日 - 2020年11月25日）は、日本の彫刻家。成安造形大学名誉教授、櫛引町名誉町民（現・鶴岡市名誉市民）。
第47代横綱柏戸剛は再従兄弟にあたる。

## 略歴
- 1931年（昭和6年） - 山形県東田川郡（現・鶴岡市）に生まれる。
- 山形県立庄内農業学校（現：山形県立庄内農業高等学校）卒業
- 1948年（昭和23年） - 佐久間白雲に師事し彫刻を学ぶ。
- 1957年（昭和32年） - 京都市立美術大学彫刻科卒業
- 1974年（昭和49年） - 京都成安女子学園常務理事
- 1993年（平成5年） - 成安造形大学学部長
- 成安造形大学名誉教授

## 受賞歴
- 1967年（昭和42年） - フランス政府給費留学生選抜･毎日美術コンクール展大賞
- 1992年（平成4年） - 京都府文化賞功労賞
- 1996年（平成8年） - 京都美術文化賞、京都市文化功労者表彰
- 1999年（平成11年） - 紺綬褒章、鶴岡市名誉市民顕彰

## 著作物
- 1988年（昭和63年） - 『富樫実木彫展 - 空にかける階段 - 』 山形美術館・致道博物館（出版）
- 1998年（平成10年） - 『富樫実作品録 1984年〜1997年 - 空にかける階段 - 』 小林良市（写真） 櫛引町（出版）

## 参考資料
- 広報『つるおか』 2006年2月1日号